# Operação Steel Tiger
A Operação Steel Tiger foi um esforço secreto estadunidense de interdição aérea direcionado contra a infiltração de homens e material do Exército Popular do Vietnã que se deslocavam para o sul da República Democrática do Vietnã (ou Vietnã do Norte) através do sudeste do Laos para apoiar seu esforço militar na República do Vietnã (ou Vietnã do Sul) durante a Guerra do Vietnã.
A operação foi iniciada pela 2.ª Divisão Aérea em 3 de abril de 1965, continuou sob a direção da Sétima Força Aérea quando esse quartel-general foi criado em 1 de abril de 1966 e teve uma operação subsidiária com o codinome Operação Tiger Hound. O objetivo da Steel Tiger era impedir o fluxo de homens e material nas rotas logísticas inimigas conhecidas coletivamente como Trilha Ho Chi Minh (a Rota Estratégica de Suprimento Truong Son para os norte-vietnamitas)
O bombardeio do sistema de trilhas havia começado em 14 de dezembro de 1964 com o advento da Operação Barrel Roll. Devido ao reforço da inteligência estadunidense pela concentração de unidades de tamanho regimental do Exército Popular do Vietnã operando no Vietnã do Sul, o aumento da presença militar dos Estados Unidos naquele país e o início da Operação Rolling Thunder, os estrategistas estadunidenses em Washington e Saigon decidiram que o bombardeio no sudeste do Laos deveria ser intensificado. Em 11 de novembro de 1968, a Steel Tiger e a Tiger Hound foram combinadas e renomeadas como Operação Commando Hunt.
Foi estimado por analistas de inteligência estadunidenses que, durante 1965, 4 500 soldados do Exército Popular do Vietnã foram infiltrados através do Laos juntamente com 300 toneladas de material por mês. De abril a junho de 1966, os Estados Unidos lançaram 400 surtidas anti-infiltração de B-52 Stratofortress contra o sistema de trilhas.:53 Até o final de 1967 e a absorção das operações do Steel Tiger no Commando Hunt, 103 148 surtidas aéreas táticas foram realizadas no Laos. Esses ataques foram complementados por 1 718 ataques de B-52 da Arc Light. Durante o mesmo período, 132 aeronaves ou helicópteros estadunidenses foram abatidos sobre o Laos. As ações implementaram aeronaves da Força Aérea, Fuzileiros Navais e Marinha voando de porta-aviões no Mar da China Meridional, bem como bases no Vietnã do Sul e na Tailândia. Embora os bombardeiros B-52 respondessem pela maioria dos ataques, as aeronaves mais eficazes eram as aeronaves de asa fixa, incluindo o AC-47, o AC-119 e o AC-130.
A Operação Steel Tiger, a Operação Tiger Hound e a Operação Commando Hunt inevitavelmente retardaram o fluxo de homens e suprimentos norte-vietnamitas e vietcongues para o Vietnã do Sul e exigiram que eles desviassem uma infinidade de recursos para manter a trilha Ho Chi Minh em condições aproveitáveis, no entanto, o poder aéreo nunca foi capaz de fechar completamente a trilha durante a guerra.:197